# Миквабия, Гиджи Иванович
Гиджи Иванович Миквабия (1900 год, село Меркула, Сухумский округ, Кутаисская губерния, Российская империя — неизвестно, село Меркула, Абхазская АССР, Грузинская ССР) — звеньевой колхоза имени Берия Очемчирского района, Абхазская АССР, Грузинская ССР. Герой Социалистического Труда (1948).

## Биография
Родился в 1890 году в крестьянской семье в селе Меркула Сухумского округа.
После окончания местной школы трудился в сельском хозяйстве. В послевоенные годы — звеньевой колхоза имени Берия (с 1950-х годов — колхоз «Меркула») Очемчирского района.
В 1947 году звено под его руководством собрало в среднем с каждого гектара по 79,52 центнера кукурузы на участке площадью 3 гектара. Указом Президиума Верховного Совета СССР от 21 февраля 1948 года удостоен звания Героя Социалистического Труда за «получение высоких урожаев кукурузы и пшеницы в 1947 году» с вручением ордена Ленина и золотой медали «Серп и Молот» (№ 719).
Этим же Указом званием Героя Социалистического Труда были награждены председатель колхоза имени Берия Тарас Никифорович Кокоскерия, бригадир Рамшух Пуманович Миквабия, звеньевые Леван Котатович Зарандия, Хухута Зосович Зарандия, Владимир Сатович Квеквескири и Эстат Самсонович Миквабия.
После выхода на пенсию проживал в родном селе Меркула. Дата смерти не установлена.